# Gulbukig blomsterpickare
Gulbukig blomsterpickare (Pachyglossa melanozantha) är en asiatisk fågel i familjen blomsterpickare inom ordningen tättingar.

## Utseende och läten
Gulbukig blomsterpickare är en rätt stor (13 cm) blomsterpickare med förhållandevis kraftig näbb. Den har vit strupe och bröst, mörka bröstsidor samt gult på buken och undergumpen. Hanen är svart ovan, honan olivfärgad. Lätet är ett upprört “zit-zit-zit-zit”.

## Utbredning och systematik
Fågeln förekommer från östra Himalaya och Nepal till nordöstra Indien, sydvästra Kina och Myanmar) till Vietnam. Den behandlas som monotypisk, det vill säga att den inte delas in i några underarter.

### Släktestillhörighet
Arten placerades tidigare i släktet Dicaeum. DNA-studier visar att den tillhör en klad som står närmare släktet Prionochilus än typarten för Dicaeum.

## Levnadssätt
Fågeln förekommer i tallskog, höga träd i öppen skog och i öppningar i regnskog. Den ses ofta enstaka och är svår att få syn på. Fågeln lever av insekter, men troligen också frukt, nektar och pollen, vintertid möjligen också av löv och mistelbär. Dess häckningsbiologi är dåligt känd, men man har observerat häckning i april i Myanmar, en juvenil fågel i juni i Indien och hanar med förstorade testiklar i juli i Nepal. Den lägger tre, vita ägg.

## Status och hot
Arten har ett stort utbredningsområde, men tros minska i antal, dock inte tillräckligt kraftigt för att den ska betraktas som hotad. Internationella naturvårdsunionen IUCN listar arten som livskraftig (LC). Världspopulationen har inte uppskattats men den beskrivs som sällsynt till frekvent förekommande.